# Speedtouch

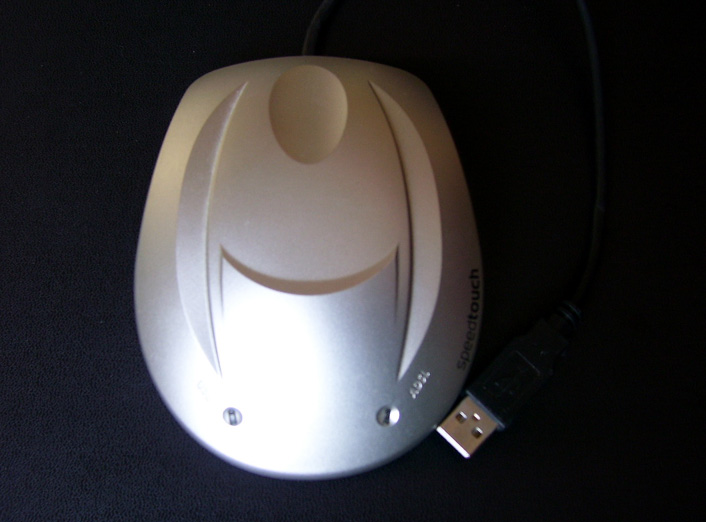
Modem ADSL Speedtouch 330

Speedtouch é a marca de equipamentos de rede produzidos pela Alcatel e Thomson. Sob esta marca, a Alcatel comercializa vários tipos de modems e roteadores ADSL e ADSL2+, equipamentos de acesso sem fio, telefones VoIP, entre outros.
O modem Speedtouch 330 é relativamente pequeno aos outros modems ADSL do mercado. A imagem ao lado compara seu tamanho com uma caneta esferográfica. Porém, muitos o apelidaram como sendo um “mouse de gigante”, devido ao seu excêntrico design.
Especificações do Hardware:
- Interface LAN: USB;
- Interface WAN: Linha RJ11;

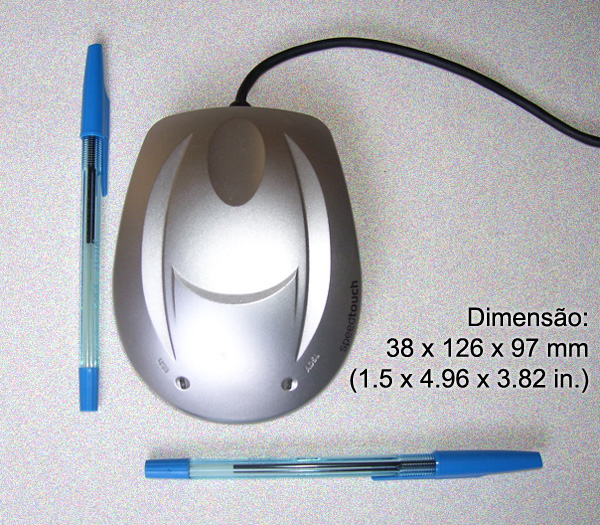
Dimensão do Speedtouch

- Não precisa ser ligado a tomada de força.

Especificações ADSL
- Até 8 Mbps para download;
- Até 800 Kbps para upload.